# 620 Drakonia
620 Drakonia è un asteroide della fascia principale. Scoperto nel 1906, presenta un'orbita caratterizzata da un semiasse maggiore pari a 2,4350962 UA e da un'eccentricità di 0,1346482, inclinata di 7,73516° rispetto all'eclittica.
Il suo nome è probabilmente un omaggio alla Drake University, nello Iowa.